# Jardin botanique de Dresde
Le jardin botanique de Dresde (Botanischer Garten Dresden) est un jardin botanique situé en Allemagne, à Dresde, et qui a été fondé en 1820 par Ludwig Reichenbach, sous le nom de jardin botanique royal, mais dont l'espace actuel a été inauguré en 1893. Il dépend depuis 1949 de l'université technique de Dresde et comprend environ dix mille espèces de plantes. Son code d'identification internationale est DR, en tant que membre de la BGCI.

## Emplacement
Le  jardin botanique de Dresde se trouve au nord-ouest du Grand Jardin de Dresde (Großer Garten), tout près de la Gläserne Manufaktur de Volkswagen et non loin du centre historique de la ville, au bord de la Stübelallee. Il s'étend sur une surface de 3,5 ha. L'entrée est libre.

## Historique
Le jardin a été ouvert par le professeur Reichenbach à un autre emplacement (aujourd'hui occupé par le siège de la Police) en 1820. Il est inauguré à son emplacement actuel sous la direction d'Oscar Drude en 1893. Le jardin est ravagé par les bombardements de Dresde en 1945. Il rouvre partiellement en 1950 et il est resté en travaux pendant de longues années.

## Collections
Les collections sont regroupées en des terrains dégagés (Freiland) et dans des serres. Elles sont installées selon des critères phytogéographiques depuis Oscar Drude (1853-1933).

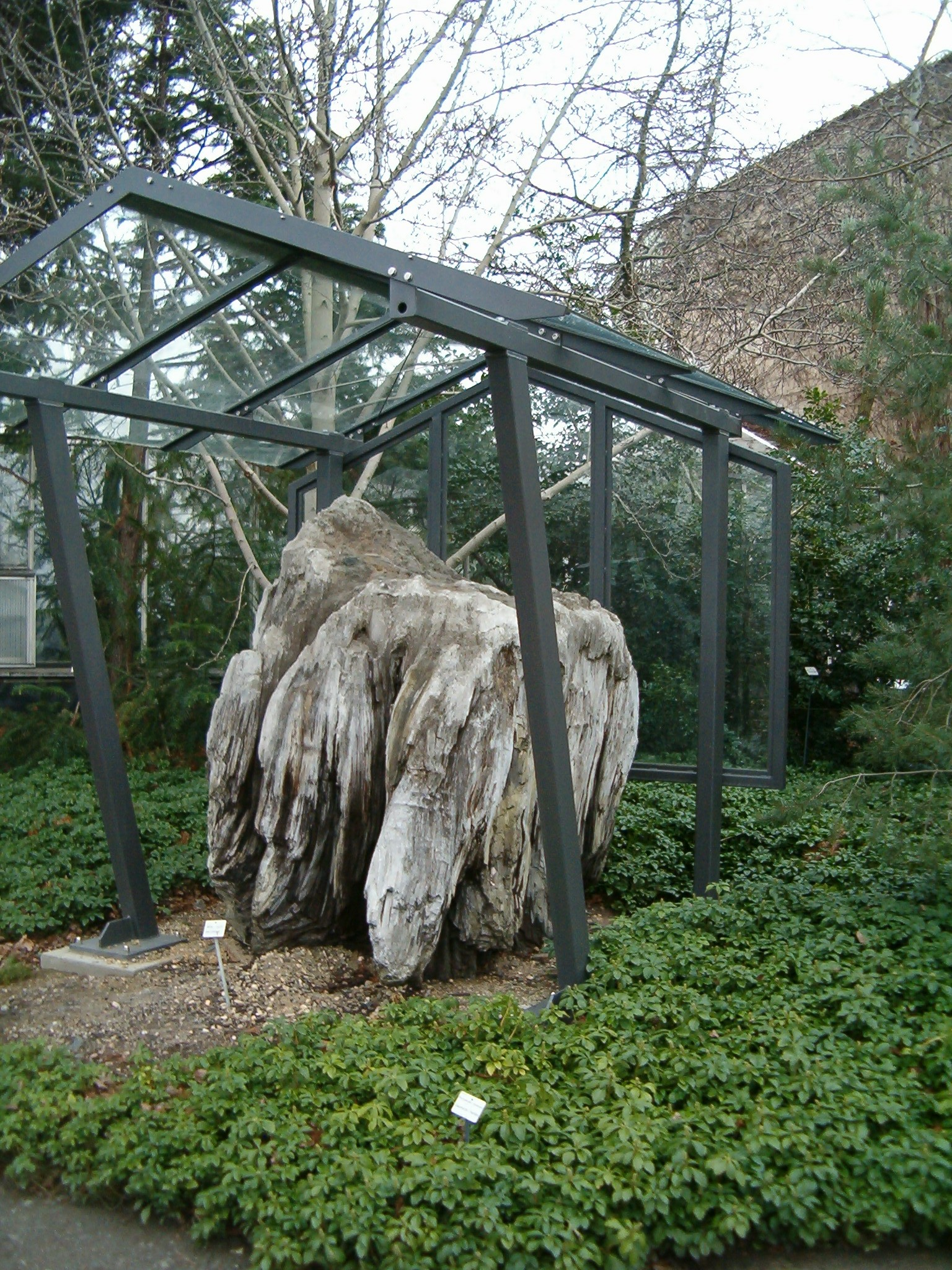
Arbre fossilisé
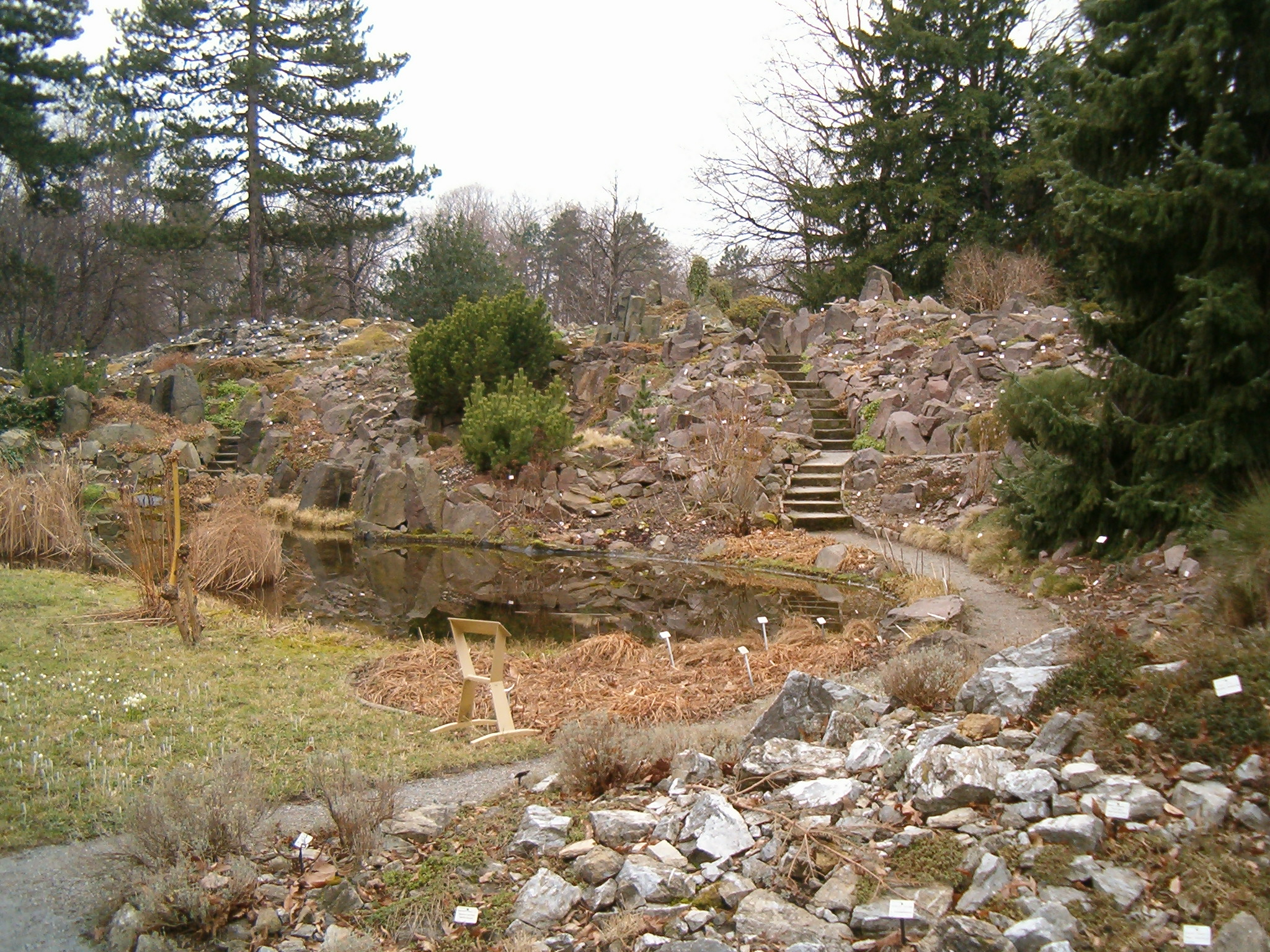
Vue de l'Alpinum à la fin du mois de février
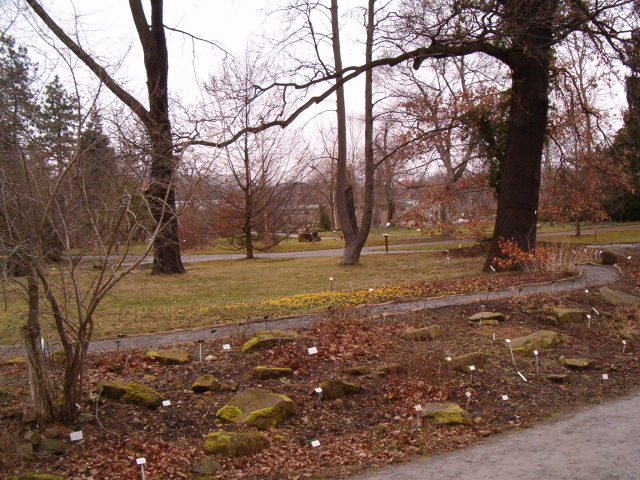
Vue du jardin au mois de février

Avant d'entrer dans les serres, le visiteur est confronté à des plantes qui sont d'authentiques fossiles vivants, ses plantes et assimilées formant une partie de la flore de l'époque du Tertiaire en Europe centrale. On remarque un arbre fossilisé de cette époque. Toutes les plantes sont groupées selon des critères systématiques:
- Les plantes annuelles avec 800 espèces
- Les plantes médicinales et les choux
- Les plantes originaires de Saxe et de Thuringe, avec 450 espèces incluses dans le livre rouge de Saxe des espèces menacées
- Les plantes de la famille des Aristolochiaceae avec une centaine d'espèces du genre Pelargonium
- Les plantes de l'Alpinum avec entre autres dix-sept espèces de méliques et une centaine d'espèces d'alchémilles, des saxifrages, des gentianes, de nombreux crucifères et primevères, Dianthus caryophyllus, etc.

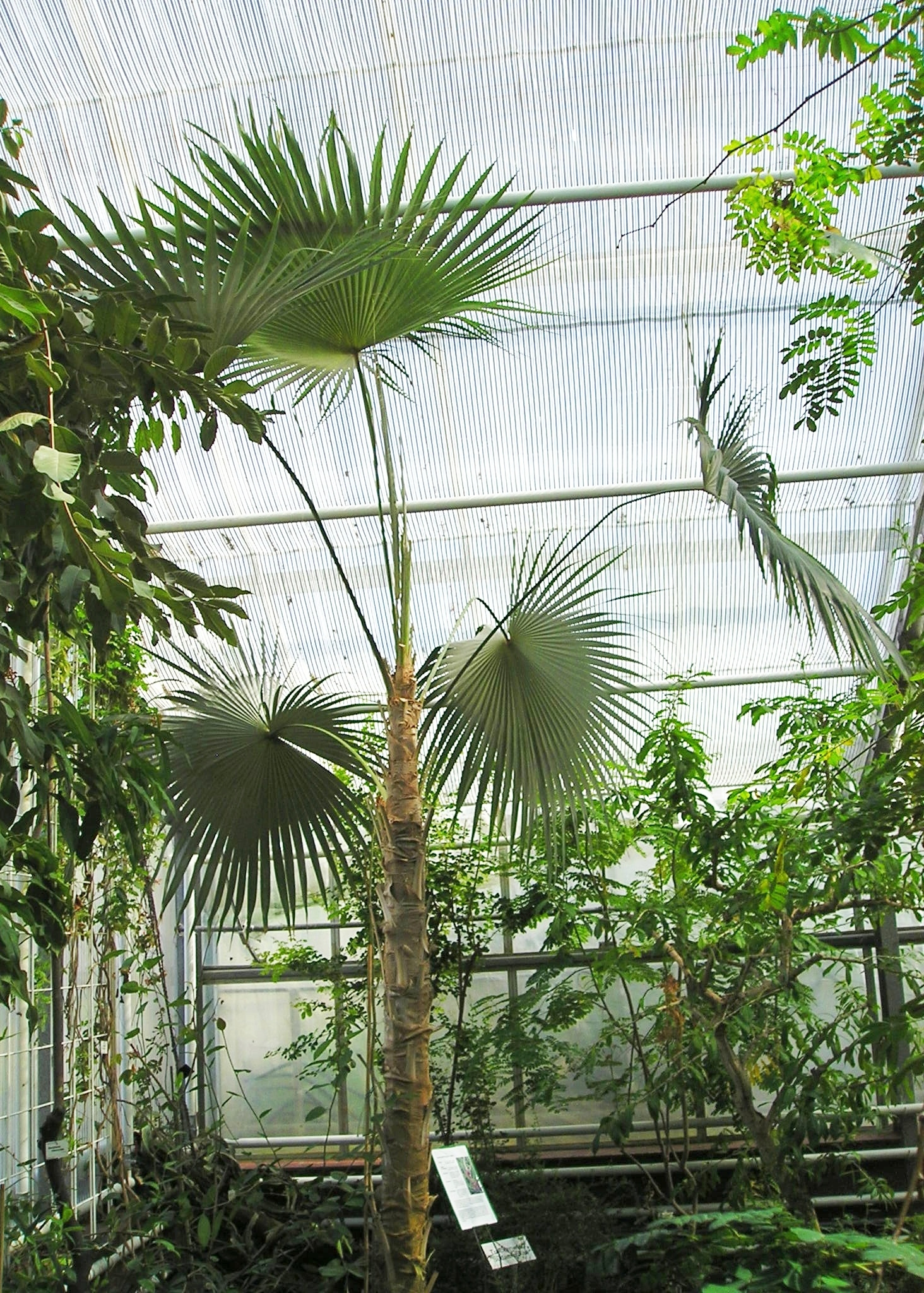
Coccothrinax barbadensis
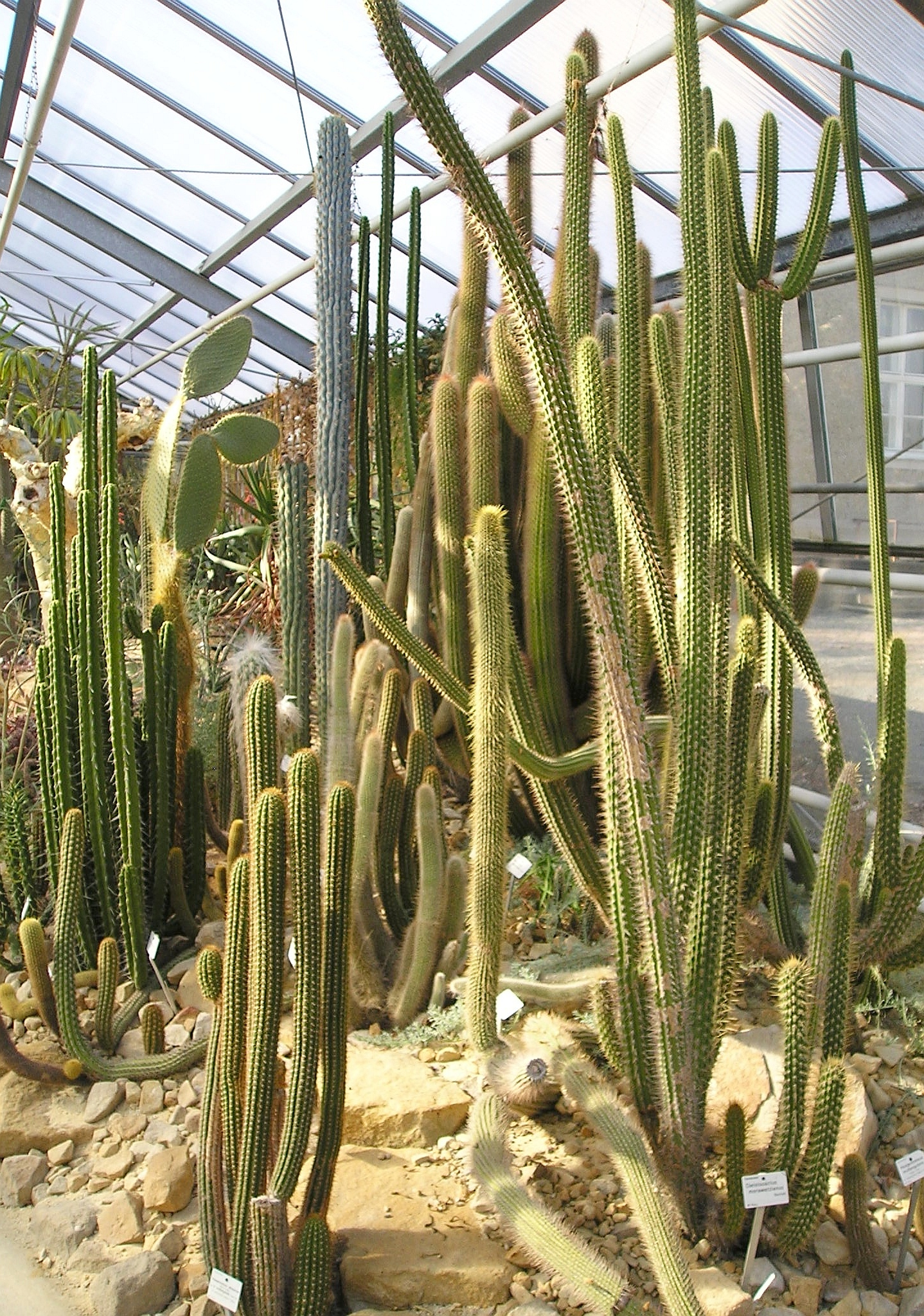
Détail de la serre des plantes des zones arides d'Amérique
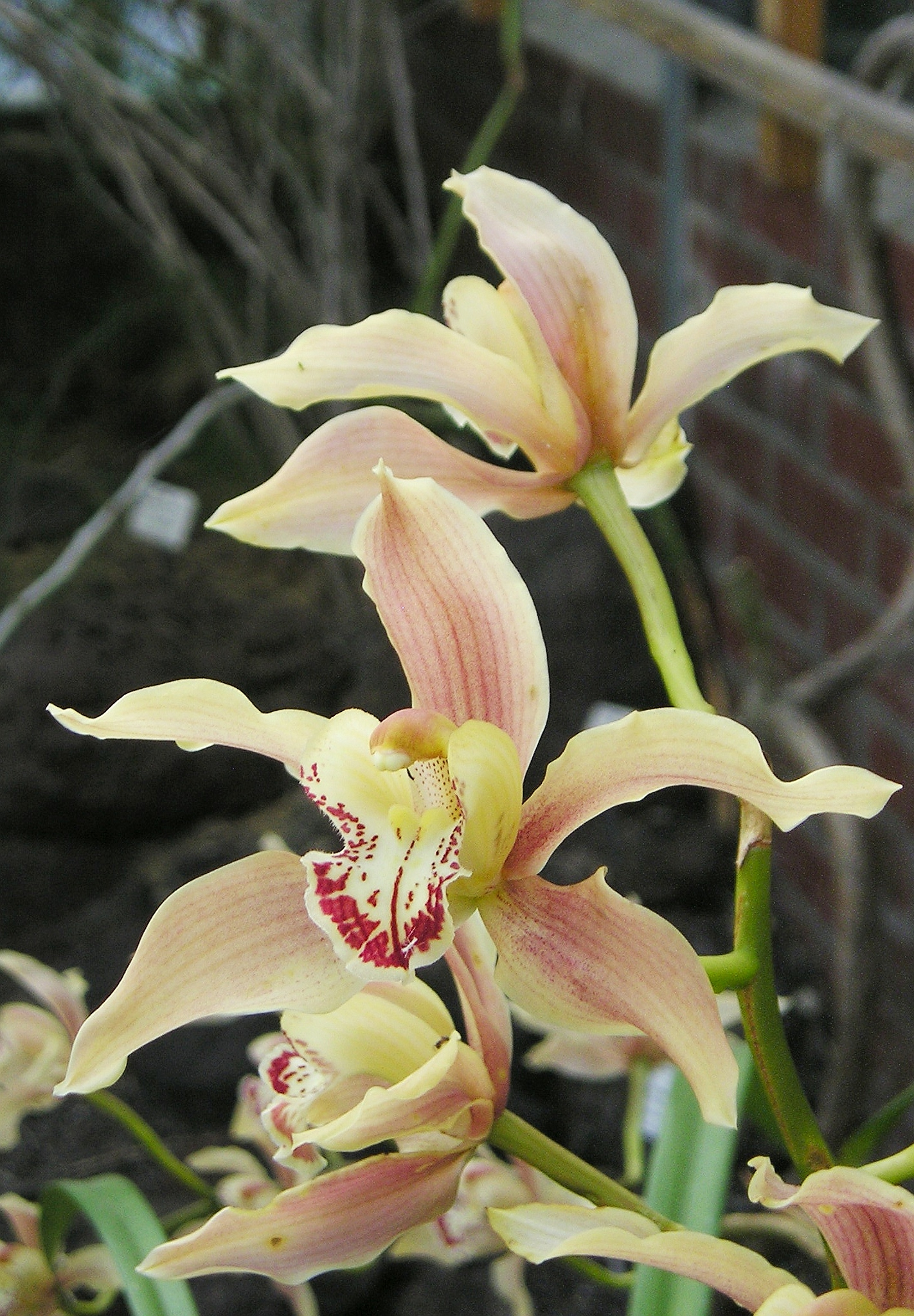
Cymbidium iridioides
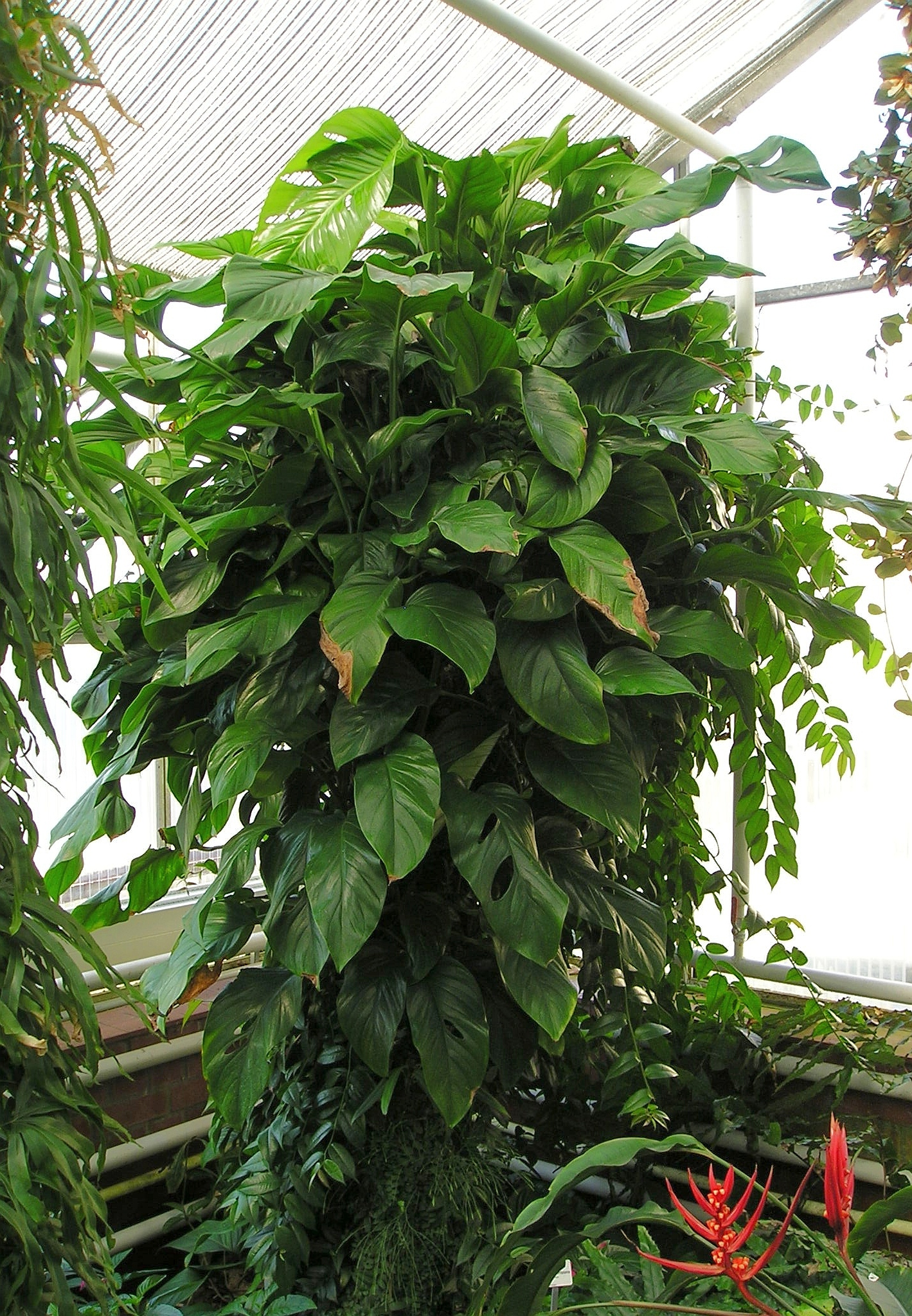
Monstera obliqua

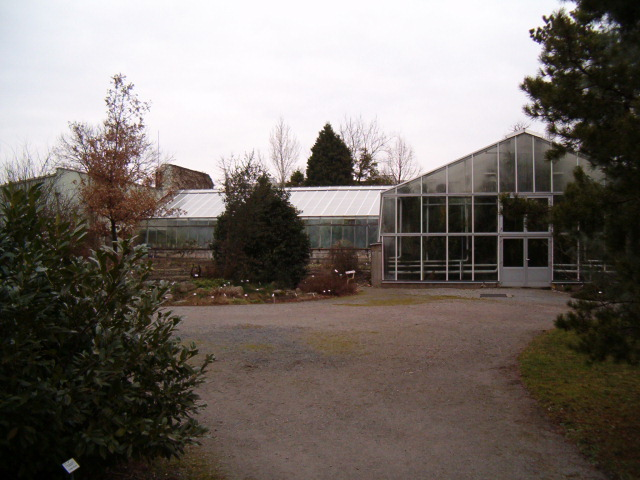
Vue d'une des serres

Les serres sont formées de trois structures avec cinq ambiances différentes, sur une superficie de 1 000 m2, abritant trois mille espèces tropicales et subtropicales. Trois biotopes sont seulement ouverts au public:
- La serre d'Amérique qui abrite les plantes des forêts tropicales néotropiques. On peut y admirer l'espèce Victoria amazonica, ou Ananas comosus, Coccoloba pubescens, Tillandsia usneoides, Theobroma cacao, des broméliacées épiphytes, etc.
- La grande serre tropicale (paléotropique) qui abrite des plantes originaires d'Asie et d'Afrique, avec en plus une exposition de plantes aquatiques dans des bassins. On y remarque entre autres Cinnamomum verum, Coffea arabica, Elaeis guineensis, Ficus religiosa, Gossypium arboreum, Hibiscus rosa-sinensis, Musa acuminata, Pandanus, Piper nigrum, Platycerium, Saccharum officinarum, et Saintpaulia.
- La serre des succulentes avec un espace réservé aux orchidées et aux plantes carnivores. Un peu plus loin, le visiteur peut observer les espèces végétales des zones arides d'Afrique et d'Amérique, cactus et succulentes, etc. On y remarque Selenicereus grandiflorus.

De plus le jardin botanique possède un herbier et une base de données informatisée de toutes les plantes du jardin.

## Source
- (de) Cet article est partiellement ou en totalité issu de l’article de Wikipédia en allemand intitulé « Botanischer Garten Dresden » (voir la liste des auteurs).